# Jean Thévenet
Jean Thévenet est un homme politique français né et décédé à des dates inconnues.
Cultivateur à Mornant, il est député de Rhône-et-Loire de 1791 à 1792, siégeant avec les modérés.

## Sources
- « Jean Thévenet », dans Adolphe Robert et Gaston Cougny, Dictionnaire des parlementaires français, Edgar Bourloton, 1889-1891 [détail de l’édition]